# Gamar Salamzadeh
Gamar Salamzadeh (in azero Qəmər Salamzadə; Naxçıvan, 5 maggio 1908 – Baku, 1994) è stata una regista e sceneggiatrice sovietica, la prima donna a svolgere questa attività in Azerbaigian.

## Biografia
La sua famiglia si trasferì nel 1912 a Tbilisi, dove suo padre fu ucciso nel 1919 dai menscevichi. Gamar fu così affidata alle cure dello zio Rzagulu Najafov. Cresciuta negli ambienti letterari di Nakhchivan e Tbilisi, conobbe la rivista Molla Nasraddin a casa sua ancora bambina e scelse di dedicarsi al cinema, in un'epoca in cui le donne in Azerbaigian non erano ancora completamente emancipate. Proseguì gli studi presso il Collegio Statale cinematografico di Mosca. A causa dell'aumento del numero di film girati ad Azercino tra la fine degli anni venti e l'inizio degli anni trenta, fu chiamata dalla dirigenza non appena completato il suo secondo corso.
Sulla copertina della rivista Rabochy Zritel (1930, N35), pubblicata a Baku, comparve una sua foto con le seguenti parole: "Gamar Najafova, la prima donna turca assistente di regia ad aver lavorato ad Azerkino". Le repressioni degli anni trenta le impedirono di lavorare attivamente e andò incontro più volte a ostacoli; spesso fu incaricata di regie per poi essere sostituita all'ultimo da altri registi scelti da Mosca. Poté iniziare una vera attività presso lo studio cinematografico Azerbaigianfilm solo quando Mehdi Huseyn ne diventò il gestore; il suo primo lavoro fu un film tratto dal romanzo La mattina.

## Filmografia
- Una famiglia (1943)
- Squadra birichina (1937)
- Giardini danzanti (1935)
- Sabuhi (1941)